# Jan Frans van Bloemen
Jan Frans van Bloemen, ou Blommen ou Bloms, surnommé L'Orizzonte ou Orizonte (né le 12 mai 1662 à Anvers et mort le 13 juin 1749 à Rome) était un peintre flamand de la période baroque surtout connu pour ses compositions paysagistes.

## Biographie
Jan Frans van Bloemen est le frère cadet de Pieter van Bloemen, qu'il rejoint à Rome en 1689, et l'aîné de Norbert van Bloemen (en) (1670-1746). Contrairement à ses frères qui quittèrent la Ville éternelle, Jan Frans resta toute sa vie dans cette ville.
Jan Frans van Bloemen fut surnommé Orizonte en raison de sa prédilection à peindre des paysages dans le style de Gaspard Dughet et du Lorrain. Ses compositions adoptent fréquemment des aspects de luxuriance arcadienne, avec des montagnes, rivières, hameaux distants, et de petits personnages agrémentant les compositions. Il devint membre des Bentvueghels, mais ne réussit jamais à intégrer l'Accademia di San Luca qui le considérait avec un certain dédain.

## Œuvres

### AuMusée Magnin

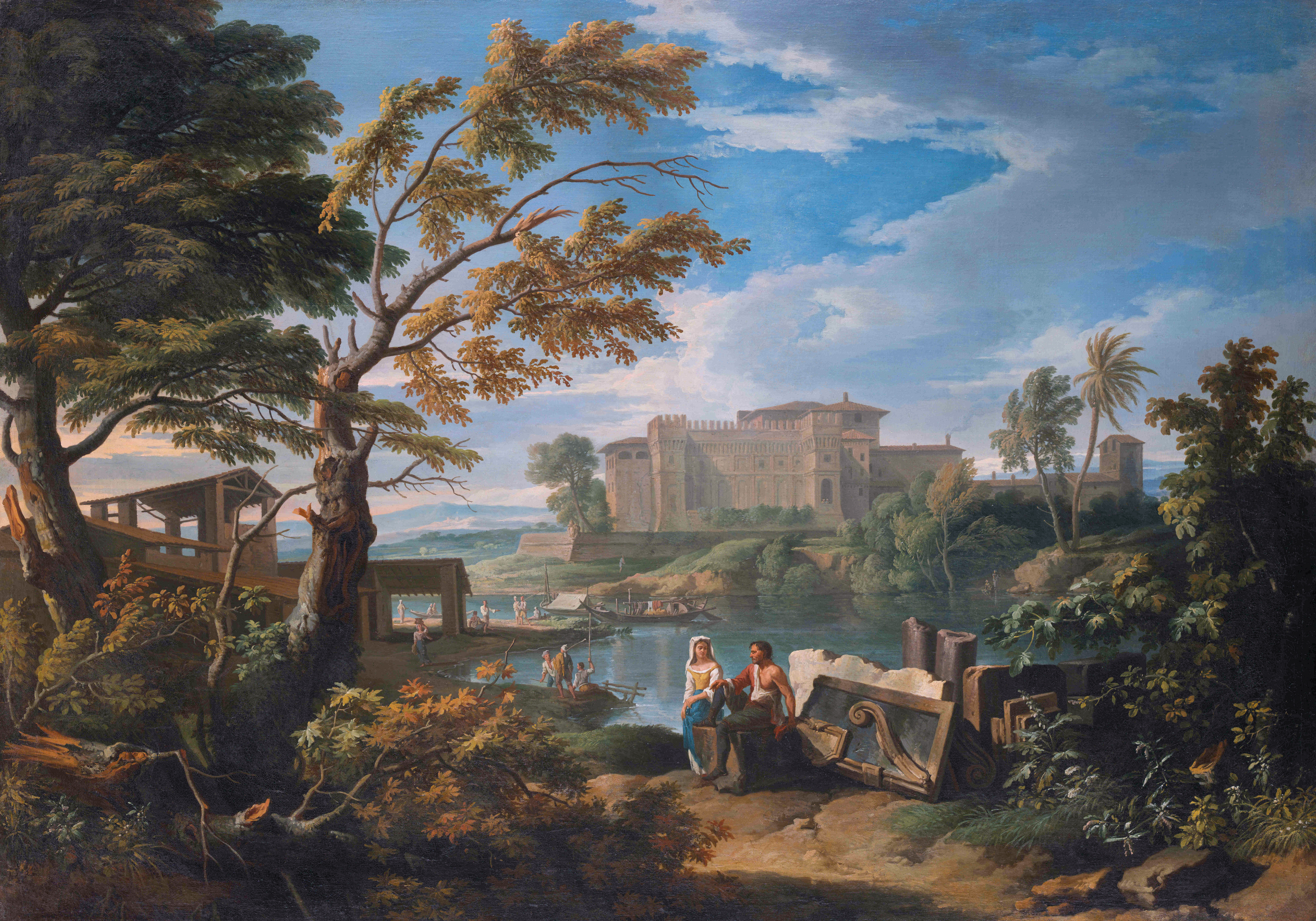
Paysage avec le Belvédère du Vatican

- Scène de la campagne romaine avec le Colisée dans le lointain
- Paysage avec le Belvédère du Vatican

### AuMusée du Louvre
- Cascade dans un paysage vallonné et boisé
- Vue du Capitole à Rome
- Paysage composé de montagnes ardues
- Vue du mont Aventin
- Vue du Ponte Molle près de Rome
- Maison italienne avec un pigeonnier